# Maison de Montdidier-Roucy
 (juillet 2024).
Si vous disposez d'ouvrages ou d'articles de référence ou si vous connaissez des sites web de qualité traitant du thème abordé ici, merci de compléter l'article en donnant les références utiles à sa vérifiabilité et en les liant à la section « Notes et références ».
La maison de Montdidier est une famille noble du Moyen Âge qui régna sur les comtés de Montdidier, de Dammartin et de Roucy. Elle est connue à partir du Xe siècle et se prolongea par les branches de Roucy et de Ramerupt jusqu'au XIIIe siècle.

## Origines
Le plus ancien membre certain de la famille de Montdidier est un certain Hilduin, mort avant 956 et qualifié de comte de Montdidier. Un de ses proches parents, également prénommé Hilduin, peut-être son fils, épousa Hersende, comtesse d'Arcis et dame de Ramerupt.
Des hypothèses ont été exposées pour préciser et compléter l'origine de la famille, mais se révélèrent sans fondement ou non exploitable. Ainsi :
- Le prénom Manassès, porté par un fils et un petit-fils d'Hilduin Ier ou d'Helpuin et d'Hersende d'Arcis renvoie à la maison de Rethel, mais le lien de parenté entre les deux familles n'est pas connu de manière plus précise. Il existe également au Xe siècle un autre Manassès, le père du comte Gilbert de Chalon.
- Le comte de Luçay, dans son livre Le comté de Clermont en Beauvaisis, étude pour servir à son histoire (1878)[2], indiquait que le second Manassès était petit-fils d'un comte Guillaume de Ponthieu, mais dont l'existence n'est pas certaine. De toute manière, ce comte Guillaume aurait été le grand-père maternel de Manassès.

## Premières générations
Hilduin Ier, lui ou son frère Helpuin et Hersende d'Arcis avaient eu deux fils :
- Manassès († 991), qui devint évêque de Troyes
- Hilduin II qui devint seigneur de Ramerupt. Hilduin II fit le pèlerinage de Jérusalem en 992 et laissa deux fils :

Hilduin II, mort après 993, eut quatre fils :
- Hilduin III, seigneur de Ramerupt, tige de la branche aînée,
- Manassès, auteur de la branche cadette, qui devint la Maison de Dammartin.

Hilduin III, mort après 1031, eut quatre fils :
- Hildouin IV († 1063), seigneur de Ramerupt et comte de Roucy par son mariage avec Alix de Roucy
- Guillaume
- Manassès, vidame de Reims en 1053, marié à Béatrice de Hainaut, épouse séparée du comte Ebles Ier de Roucy. Il eut lui-même trois fils, Manassès qui fut archevêque de Reims, Guy et Adèle, abbesse de Notre-Dame de Laon.

Hilduin IV eut plusieurs enfants et deux d'entre eux furent à l'origine d'une branche.

## Branche aînée, dite de Roucy
Hildouin IV de Montdidier († 1063), qui épousa en 1031 Alix de Roucy († 1062), augmenta le statut de sa lignée au sein la noblesse locale. En effet, sa nouvelle épouse était issue par sa mère des comtes de Hainaut et des rois capétiens. Une consanguinité entre les parents d'Alix avait conduit à l'annulation de leur mariage, le père d'Alix, le comte Ebles Ier de Roucy, était entré dans les ordres et devenu archevêque de Reims. La mère d'Alix devait plus tard se remarier avec un frère d'Hildouin. Hildouin et Alix donnèrent naissance à deux fils, Ebles II, qui hérita de Roucy, et André, qui eut Ramerupt et est l'auteur de la branche cadette, et de nombreuses filles, mariées dans la noblesse locale; à l'exception de Béatrix, femme du comte Geoffroy II du Perche et de Félicie, qu'Ebles II maria au roi Sancho Ier Ramírez d'Aragón.
Ebles II de Roucy († 1103) fut avant l'heure un croisé. En effet, en 1063, il conduisit une armée en Espagne et participa à la croisade de Barbastro. Après la prise de la ville, il combattit encore en Espagne et aida le roi d'Aragon Sanche Ramírez à conquérir le trône de Navarre. À cette occasion, sa sœur Félicie épousa le roi. Puis il affronta de nouveau les Maures. Il avait pris part aux affaires d'Espagne dans l'espoir de recevoir un fief important, mais ne put l'obtenir, tous ceux-ci ayant été pourvus. Il partit alors en Italie prêter main-forte à Robert Guiscard, prince de Salerne, mais l'histoire se répéta : il obtint des alliances familiales prestigieuses, puisqu'il épousa la fille de Robert Guiscard, mais n'eut pas de domaine important.
Probablement lassé de ces aventures lointaines ou peut-être tout simplement assagi par l'âge, il ne participa pas à la première croisade, lancée par le pape Urbain II en 1095, pas plus que ses fils. Mais il profita de l'absence de ses voisins pour chercher à agrandir ses domaines champenois. Ne pouvant faire face à ses pillages, l'archevêque de Reims appela à l'aide le roi, lequel envoya son fils et héritier le prince Louis pour rétablir l'ordre. Après un siège rapide, le prince Louis parvint à le soumettre en 1102.
Lui succéda son fils Hugues Cholet († 1160) qui fonda plusieurs établissements religieux et épousa Richilde de Hohenstaufen, nièce de l'empereur Henri V et sœur du futur Conrad III.
Son fils Guiscard partit prêter mais forte aux croisés en 1170. Il mourut en 1180, suivi de son fils aîné Raoul en 1196, puis de son fils cadet Jean, marquant ainsi l'extinction de la branche aînée et de la famille.

## Branche cadette, dite de Ramerupt
Le comte André de Ramerupt, né vers 1040, mort vers 1118, fils du comte Hilduin IV de Montdidier, et de Alix de Roucy, dont : 
- Hugues de Ramerupt ;
- Olivier de Ramerupt ;
- Ebles de Ramerupt ;
- Alix de Ramerupt, mariée au comte Érard Ier de Brienne, mort vers 1125, fils du comte Gauthier Ier de Brienne, et de Eustachie de Tonnerre ;
- ...... de Ramerupt, mariée en premières noces au vicomte Jean de Mareuil-sur-Aÿ (vers 1095-vers 1127), vicomte de Mareuil, seigneur de Montmort, fils du vicomte Dudon de Mareuil-sur-Aÿ, et d'Adélaïde de Châlons, dame du vidamé de Châlons, et en secondes noces en 1151 au seigneur Guy de Bazoches, fils du seigneur Hugues de Bazoches, et de Basilie.

## Généalogie
|                 |                 |                 |                 |                 |                 |  |  |                                                   |                                                   |                                                   |                                                   |                                                   |                                                   |  |  |                                                   |                                                   |                                                   |                                                   |                                                   |                                                   |  |  |                                            |                                            |                                            |                                            |                                            |                                            |  |  |                                                |                                                |                                                |                                                |                                                |                                                |  |  | Hilduin Ier x Hersende dame de Ramerupt              |                                                      |                                                      |                                                      |                                                      |                                                      |  |  |                                                    |                                                    |                                                    |                                                    |                                                    |                                                    |  |  |  |  |  |  |  |  |  |  |  |  |  |  |  |  |  |  |  |  |  |  |  |  |  |  |  |  |  |  |  |  |  |  |  |  |  |  |  |  |  |  |
|                 |                 |                 |                 |                 |                 |  |  |                                                   |                                                   |                                                   |                                                   |                                                   |                                                   |  |  |                                                   |                                                   |                                                   |                                                   |                                                   |                                                   |  |  |                                            |                                            |                                            |                                            |                                            |                                            |  |  |                                                |                                                |                                                |                                                |                                                |                                                |  |  |                                                      |                                                      |                                                      |                                                      |                                                      |                                                      |  |  |                                                    |                                                    |                                                    |                                                    |                                                    |                                                    |  |  |  |  |  |  |  |  |  |  |  |  |  |  |  |  |  |  |  |  |  |  |  |  |  |  |  |  |  |  |  |  |  |  |  |  |  |  |  |  |  |  |
|                 |                 |                 |                 |                 |                 |  |  |                                                   |                                                   |                                                   |                                                   |                                                   |                                                   |  |  |                                                   |                                                   |                                                   |                                                   |                                                   |                                                   |  |  |                                            |                                            |                                            |                                            |                                            |                                            |  |  |                                                |                                                |                                                |                                                |                                                |                                                |  |  |                                                      |                                                      |                                                      |                                                      |                                                      |                                                      |  |  |                                                    |                                                    |                                                    |                                                    |                                                    |                                                    |  |  |  |  |  |  |  |  |  |  |  |  |  |  |  |  |  |  |  |  |  |  |  |  |  |  |  |  |  |  |  |  |  |  |  |  |  |  |  |  |  |  |
|                 |                 |                 |                 |                 |                 |  |  |                                                   |                                                   |                                                   |                                                   |                                                   |                                                   |  |  |                                                   |                                                   |                                                   |                                                   |                                                   |                                                   |  |  |                                            |                                            |                                            |                                            |                                            |                                            |  |  | Hilduin II sgr de Ramerupt                     | Hilduin II sgr de Ramerupt                     | Hilduin II sgr de Ramerupt                     | Hilduin II sgr de Ramerupt                     | Hilduin II sgr de Ramerupt                     | Hilduin II sgr de Ramerupt                     |  |  |                                                      |                                                      |                                                      |                                                      |                                                      |                                                      |  |  | Manassès († 991) évêque de Troyes                  | Manassès († 991) évêque de Troyes                  | Manassès († 991) évêque de Troyes                  | Manassès († 991) évêque de Troyes                  | Manassès († 991) évêque de Troyes                  | Manassès († 991) évêque de Troyes                  |  |  |  |  |  |  |  |  |  |  |  |  |  |  |  |  |  |  |  |  |  |  |  |  |  |  |  |  |  |  |  |  |  |  |  |  |  |  |  |  |  |  |
|                 |                 |                 |                 |                 |                 |  |  |                                                   |                                                   |                                                   |                                                   |                                                   |                                                   |  |  |                                                   |                                                   |                                                   |                                                   |                                                   |                                                   |  |  |                                            |                                            |                                            |                                            |                                            |                                            |  |  | Hilduin II sgr de Ramerupt                     | Hilduin II sgr de Ramerupt                     | Hilduin II sgr de Ramerupt                     | Hilduin II sgr de Ramerupt                     | Hilduin II sgr de Ramerupt                     | Hilduin II sgr de Ramerupt                     |  |  |                                                      |                                                      |                                                      |                                                      |                                                      |                                                      |  |  | Manassès († 991) évêque de Troyes                  | Manassès († 991) évêque de Troyes                  | Manassès († 991) évêque de Troyes                  | Manassès († 991) évêque de Troyes                  | Manassès († 991) évêque de Troyes                  | Manassès († 991) évêque de Troyes                  |  |  |  |  |  |  |  |  |  |  |  |  |  |  |  |  |  |  |  |  |  |  |  |  |  |  |  |  |  |  |  |  |  |  |  |  |  |  |  |  |  |  |
|                 |                 |                 |                 |                 |                 |  |  |                                                   |                                                   |                                                   |                                                   |                                                   |                                                   |  |  |                                                   |                                                   |                                                   |                                                   |                                                   |                                                   |  |  |                                            |                                            |                                            |                                            |                                            |                                            |  |  |                                                |                                                |                                                |                                                |                                                |                                                |  |  |                                                      |                                                      |                                                      |                                                      |                                                      |                                                      |  |  |                                                    |                                                    |                                                    |                                                    |                                                    |                                                    |  |  |  |  |  |  |  |  |  |  |  |  |  |  |  |  |  |  |  |  |  |  |  |  |  |  |  |  |  |  |  |  |  |  |  |  |  |  |  |  |  |  |
|                 |                 |                 |                 |                 |                 |  |  |                                                   |                                                   |                                                   |                                                   |                                                   |                                                   |  |  |                                                   |                                                   |                                                   |                                                   |                                                   |                                                   |  |  | Hilduin III sgr de Ramerupt                | Hilduin III sgr de Ramerupt                | Hilduin III sgr de Ramerupt                | Hilduin III sgr de Ramerupt                | Hilduin III sgr de Ramerupt                | Hilduin III sgr de Ramerupt                |  |  |                                                |                                                |                                                |                                                |                                                |                                                |  |  | Manassès Calvus seigneur de Dammartin                | Manassès Calvus seigneur de Dammartin                | Manassès Calvus seigneur de Dammartin                | Manassès Calvus seigneur de Dammartin                | Manassès Calvus seigneur de Dammartin                | Manassès Calvus seigneur de Dammartin                |  |  |                                                    |                                                    |                                                    |                                                    |                                                    |                                                    |  |  |  |  |  |  |  |  |  |  |  |  |  |  |  |  |  |  |  |  |  |  |  |  |  |  |  |  |  |  |  |  |  |  |  |  |  |  |  |  |  |  |
|                 |                 |                 |                 |                 |                 |  |  |                                                   |                                                   |                                                   |                                                   |                                                   |                                                   |  |  |                                                   |                                                   |                                                   |                                                   |                                                   |                                                   |  |  | Hilduin III sgr de Ramerupt                | Hilduin III sgr de Ramerupt                | Hilduin III sgr de Ramerupt                | Hilduin III sgr de Ramerupt                | Hilduin III sgr de Ramerupt                | Hilduin III sgr de Ramerupt                |  |  |                                                |                                                |                                                |                                                |                                                |                                                |  |  | Manassès Calvus seigneur de Dammartin                | Manassès Calvus seigneur de Dammartin                | Manassès Calvus seigneur de Dammartin                | Manassès Calvus seigneur de Dammartin                | Manassès Calvus seigneur de Dammartin                | Manassès Calvus seigneur de Dammartin                |  |  |                                                    |                                                    |                                                    |                                                    |                                                    |                                                    |  |  |  |  |  |  |  |  |  |  |  |  |  |  |  |  |  |  |  |  |  |  |  |  |  |  |  |  |  |  |  |  |  |  |  |  |  |  |  |  |  |  |
|                 |                 |                 |                 |                 |                 |  |  |                                                   |                                                   |                                                   |                                                   |                                                   |                                                   |  |  |                                                   |                                                   |                                                   |                                                   |                                                   |                                                   |  |  |                                            |                                            |                                            |                                            |                                            |                                            |  |  |                                                |                                                |                                                |                                                |                                                |                                                |  |  |                                                      |                                                      |                                                      |                                                      |                                                      |                                                      |  |  |                                                    |                                                    |                                                    |                                                    |                                                    |                                                    |  |  |  |  |  |  |  |  |  |  |  |  |  |  |  |  |  |  |  |  |  |  |  |  |  |  |  |  |  |  |  |  |  |  |  |  |  |  |  |  |  |  |
|                 |                 |                 |                 |                 |                 |  |  |                                                   |                                                   |                                                   |                                                   |                                                   |                                                   |  |  | Hilduin IV sgr de Ramerupt x Alix de Roucy        | Hilduin IV sgr de Ramerupt x Alix de Roucy        | Hilduin IV sgr de Ramerupt x Alix de Roucy        | Hilduin IV sgr de Ramerupt x Alix de Roucy        | Hilduin IV sgr de Ramerupt x Alix de Roucy        | Hilduin IV sgr de Ramerupt x Alix de Roucy        |  |  | Guillaume                                  | Guillaume                                  | Guillaume                                  | Guillaume                                  | Guillaume                                  | Guillaume                                  |  |  | Manassès vidame de Reims x Béatrice de Hainaut | Manassès vidame de Reims x Béatrice de Hainaut | Manassès vidame de Reims x Béatrice de Hainaut | Manassès vidame de Reims x Béatrice de Hainaut | Manassès vidame de Reims x Béatrice de Hainaut | Manassès vidame de Reims x Béatrice de Hainaut |  |  | Maison de Dammartin                                  | Maison de Dammartin                                  | Maison de Dammartin                                  | Maison de Dammartin                                  | Maison de Dammartin                                  | Maison de Dammartin                                  |  |  |                                                    |                                                    |                                                    |                                                    |                                                    |                                                    |  |  |  |  |  |  |  |  |  |  |  |  |  |  |  |  |  |  |  |  |  |  |  |  |  |  |  |  |  |  |  |  |  |  |  |  |  |  |  |  |  |  |
|                 |                 |                 |                 |                 |                 |  |  |                                                   |                                                   |                                                   |                                                   |                                                   |                                                   |  |  | Hilduin IV sgr de Ramerupt x Alix de Roucy        | Hilduin IV sgr de Ramerupt x Alix de Roucy        | Hilduin IV sgr de Ramerupt x Alix de Roucy        | Hilduin IV sgr de Ramerupt x Alix de Roucy        | Hilduin IV sgr de Ramerupt x Alix de Roucy        | Hilduin IV sgr de Ramerupt x Alix de Roucy        |  |  | Guillaume                                  | Guillaume                                  | Guillaume                                  | Guillaume                                  | Guillaume                                  | Guillaume                                  |  |  | Manassès vidame de Reims x Béatrice de Hainaut | Manassès vidame de Reims x Béatrice de Hainaut | Manassès vidame de Reims x Béatrice de Hainaut | Manassès vidame de Reims x Béatrice de Hainaut | Manassès vidame de Reims x Béatrice de Hainaut | Manassès vidame de Reims x Béatrice de Hainaut |  |  | Maison de Dammartin                                  | Maison de Dammartin                                  | Maison de Dammartin                                  | Maison de Dammartin                                  | Maison de Dammartin                                  | Maison de Dammartin                                  |  |  |                                                    |                                                    |                                                    |                                                    |                                                    |                                                    |  |  |  |  |  |  |  |  |  |  |  |  |  |  |  |  |  |  |  |  |  |  |  |  |  |  |  |  |  |  |  |  |  |  |  |  |  |  |  |  |  |  |
|                 |                 |                 |                 |                 |                 |  |  |                                                   |                                                   |                                                   |                                                   |                                                   |                                                   |  |  |                                                   |                                                   |                                                   |                                                   |                                                   |                                                   |  |  |                                            |                                            |                                            |                                            |                                            |                                            |  |  |                                                |                                                |                                                |                                                |                                                |                                                |  |  |                                                      |                                                      |                                                      |                                                      |                                                      |                                                      |  |  |                                                    |                                                    |                                                    |                                                    |                                                    |                                                    |  |  |  |  |  |  |  |  |  |  |  |  |  |  |  |  |  |  |  |  |  |  |  |  |  |  |  |  |  |  |  |  |  |  |  |  |  |  |  |  |  |  |
|                 |                 |                 |                 |                 |                 |  |  | Ebles II comte de Roucy x Sibylle de Hauteville   | Ebles II comte de Roucy x Sibylle de Hauteville   | Ebles II comte de Roucy x Sibylle de Hauteville   | Ebles II comte de Roucy x Sibylle de Hauteville   | Ebles II comte de Roucy x Sibylle de Hauteville   | Ebles II comte de Roucy x Sibylle de Hauteville   |  |  | Beatrix x Geoffroy II comte du Perche             | Beatrix x Geoffroy II comte du Perche             | Beatrix x Geoffroy II comte du Perche             | Beatrix x Geoffroy II comte du Perche             | Beatrix x Geoffroy II comte du Perche             | Beatrix x Geoffroy II comte du Perche             |  |  | André sgr Ramerupt                         | André sgr Ramerupt                         | André sgr Ramerupt                         | André sgr Ramerupt                         | André sgr Ramerupt                         | André sgr Ramerupt                         |  |  | Félicie x Sancho Ier roi d'Aragon              | Félicie x Sancho Ier roi d'Aragon              | Félicie x Sancho Ier roi d'Aragon              | Félicie x Sancho Ier roi d'Aragon              | Félicie x Sancho Ier roi d'Aragon              | Félicie x Sancho Ier roi d'Aragon              |  |  |                                                      |                                                      |                                                      |                                                      |                                                      |                                                      |  |  |                                                    |                                                    |                                                    |                                                    |                                                    |                                                    |  |  |  |  |  |  |  |  |  |  |  |  |  |  |  |  |  |  |  |  |  |  |  |  |  |  |  |  |  |  |  |  |  |  |  |  |  |  |  |  |  |  |
|                 |                 |                 |                 |                 |                 |  |  | Ebles II comte de Roucy x Sibylle de Hauteville   | Ebles II comte de Roucy x Sibylle de Hauteville   | Ebles II comte de Roucy x Sibylle de Hauteville   | Ebles II comte de Roucy x Sibylle de Hauteville   | Ebles II comte de Roucy x Sibylle de Hauteville   | Ebles II comte de Roucy x Sibylle de Hauteville   |  |  | Beatrix x Geoffroy II comte du Perche             | Beatrix x Geoffroy II comte du Perche             | Beatrix x Geoffroy II comte du Perche             | Beatrix x Geoffroy II comte du Perche             | Beatrix x Geoffroy II comte du Perche             | Beatrix x Geoffroy II comte du Perche             |  |  | André sgr Ramerupt                         | André sgr Ramerupt                         | André sgr Ramerupt                         | André sgr Ramerupt                         | André sgr Ramerupt                         | André sgr Ramerupt                         |  |  | Félicie x Sancho Ier roi d'Aragon              | Félicie x Sancho Ier roi d'Aragon              | Félicie x Sancho Ier roi d'Aragon              | Félicie x Sancho Ier roi d'Aragon              | Félicie x Sancho Ier roi d'Aragon              | Félicie x Sancho Ier roi d'Aragon              |  |  |                                                      |                                                      |                                                      |                                                      |                                                      |                                                      |  |  |                                                    |                                                    |                                                    |                                                    |                                                    |                                                    |  |  |  |  |  |  |  |  |  |  |  |  |  |  |  |  |  |  |  |  |  |  |  |  |  |  |  |  |  |  |  |  |  |  |  |  |  |  |  |  |  |  |
|                 |                 |                 |                 |                 |                 |  |  |                                                   |                                                   |                                                   |                                                   |                                                   |                                                   |  |  |                                                   |                                                   |                                                   |                                                   |                                                   |                                                   |  |  |                                            |                                            |                                            |                                            |                                            |                                            |  |  |                                                |                                                |                                                |                                                |                                                |                                                |  |  |                                                      |                                                      |                                                      |                                                      |                                                      |                                                      |  |  |                                                    |                                                    |                                                    |                                                    |                                                    |                                                    |  |  |  |  |  |  |  |  |  |  |  |  |  |  |  |  |  |  |  |  |  |  |  |  |  |  |  |  |  |  |  |  |  |  |  |  |  |  |  |  |  |  |
| Guiscard Cholet | Guiscard Cholet | Guiscard Cholet | Guiscard Cholet | Guiscard Cholet | Guiscard Cholet |  |  | Hugues Cholet cte Roucy x Richide de Staufen      | Hugues Cholet cte Roucy x Richide de Staufen      | Hugues Cholet cte Roucy x Richide de Staufen      | Hugues Cholet cte Roucy x Richide de Staufen      | Hugues Cholet cte Roucy x Richide de Staufen      | Hugues Cholet cte Roucy x Richide de Staufen      |  |  | Mabille x Hugues du Puiset comte de Jaffa         | Mabille x Hugues du Puiset comte de Jaffa         | Mabille x Hugues du Puiset comte de Jaffa         | Mabille x Hugues du Puiset comte de Jaffa         | Mabille x Hugues du Puiset comte de Jaffa         | Mabille x Hugues du Puiset comte de Jaffa         |  |  | Ne dame d'Arcis x Jean vicomte Mareuil     | Ne dame d'Arcis x Jean vicomte Mareuil     | Ne dame d'Arcis x Jean vicomte Mareuil     | Ne dame d'Arcis x Jean vicomte Mareuil     | Ne dame d'Arcis x Jean vicomte Mareuil     | Ne dame d'Arcis x Jean vicomte Mareuil     |  |  | Hugues Brito                                   | Hugues Brito                                   | Hugues Brito                                   | Hugues Brito                                   | Hugues Brito                                   | Hugues Brito                                   |  |  | Ebles évêque de Châlons comte d'Arcis et de Ramerupt | Ebles évêque de Châlons comte d'Arcis et de Ramerupt | Ebles évêque de Châlons comte d'Arcis et de Ramerupt | Ebles évêque de Châlons comte d'Arcis et de Ramerupt | Ebles évêque de Châlons comte d'Arcis et de Ramerupt | Ebles évêque de Châlons comte d'Arcis et de Ramerupt |  |  | Alix dame de Ramerupt x Érard Ier comte de Brienne | Alix dame de Ramerupt x Érard Ier comte de Brienne | Alix dame de Ramerupt x Érard Ier comte de Brienne | Alix dame de Ramerupt x Érard Ier comte de Brienne | Alix dame de Ramerupt x Érard Ier comte de Brienne | Alix dame de Ramerupt x Érard Ier comte de Brienne |  |  |  |  |  |  |  |  |  |  |  |  |  |  |  |  |  |  |  |  |  |  |  |  |  |  |  |  |  |  |  |  |  |  |  |  |  |  |  |  |  |  |
| Guiscard Cholet | Guiscard Cholet | Guiscard Cholet | Guiscard Cholet | Guiscard Cholet | Guiscard Cholet |  |  | Hugues Cholet cte Roucy x Richide de Staufen      | Hugues Cholet cte Roucy x Richide de Staufen      | Hugues Cholet cte Roucy x Richide de Staufen      | Hugues Cholet cte Roucy x Richide de Staufen      | Hugues Cholet cte Roucy x Richide de Staufen      | Hugues Cholet cte Roucy x Richide de Staufen      |  |  | Mabille x Hugues du Puiset comte de Jaffa         | Mabille x Hugues du Puiset comte de Jaffa         | Mabille x Hugues du Puiset comte de Jaffa         | Mabille x Hugues du Puiset comte de Jaffa         | Mabille x Hugues du Puiset comte de Jaffa         | Mabille x Hugues du Puiset comte de Jaffa         |  |  | Ne dame d'Arcis x Jean vicomte Mareuil     | Ne dame d'Arcis x Jean vicomte Mareuil     | Ne dame d'Arcis x Jean vicomte Mareuil     | Ne dame d'Arcis x Jean vicomte Mareuil     | Ne dame d'Arcis x Jean vicomte Mareuil     | Ne dame d'Arcis x Jean vicomte Mareuil     |  |  | Hugues Brito                                   | Hugues Brito                                   | Hugues Brito                                   | Hugues Brito                                   | Hugues Brito                                   | Hugues Brito                                   |  |  | Ebles évêque de Châlons comte d'Arcis et de Ramerupt | Ebles évêque de Châlons comte d'Arcis et de Ramerupt | Ebles évêque de Châlons comte d'Arcis et de Ramerupt | Ebles évêque de Châlons comte d'Arcis et de Ramerupt | Ebles évêque de Châlons comte d'Arcis et de Ramerupt | Ebles évêque de Châlons comte d'Arcis et de Ramerupt |  |  | Alix dame de Ramerupt x Érard Ier comte de Brienne | Alix dame de Ramerupt x Érard Ier comte de Brienne | Alix dame de Ramerupt x Érard Ier comte de Brienne | Alix dame de Ramerupt x Érard Ier comte de Brienne | Alix dame de Ramerupt x Érard Ier comte de Brienne | Alix dame de Ramerupt x Érard Ier comte de Brienne |  |  |  |  |  |  |  |  |  |  |  |  |  |  |  |  |  |  |  |  |  |  |  |  |  |  |  |  |  |  |  |  |  |  |  |  |  |  |  |  |  |  |
|                 |                 |                 |                 |                 |                 |  |  | Guiscard cte Roucy                                | Guiscard cte Roucy                                | Guiscard cte Roucy                                | Guiscard cte Roucy                                | Guiscard cte Roucy                                | Guiscard cte Roucy                                |  |  |                                                   |                                                   |                                                   |                                                   |                                                   |                                                   |  |  | Elisabeth de Mareuil                       | Elisabeth de Mareuil                       | Elisabeth de Mareuil                       | Elisabeth de Mareuil                       | Elisabeth de Mareuil                       | Elisabeth de Mareuil                       |  |  |                                                |                                                |                                                |                                                |                                                |                                                |  |  |                                                      |                                                      |                                                      |                                                      |                                                      |                                                      |  |  |                                                    |                                                    |                                                    |                                                    |                                                    |                                                    |  |  |  |  |  |  |  |  |  |  |  |  |  |  |  |  |  |  |  |  |  |  |  |  |  |  |  |  |  |  |  |  |  |  |  |  |  |  |  |  |  |  |
|                 |                 |                 |                 |                 |                 |  |  | Guiscard cte Roucy                                | Guiscard cte Roucy                                | Guiscard cte Roucy                                | Guiscard cte Roucy                                | Guiscard cte Roucy                                | Guiscard cte Roucy                                |  |  |                                                   |                                                   |                                                   |                                                   |                                                   |                                                   |  |  | Elisabeth de Mareuil                       | Elisabeth de Mareuil                       | Elisabeth de Mareuil                       | Elisabeth de Mareuil                       | Elisabeth de Mareuil                       | Elisabeth de Mareuil                       |  |  |                                                |                                                |                                                |                                                |                                                |                                                |  |  |                                                      |                                                      |                                                      |                                                      |                                                      |                                                      |  |  |                                                    |                                                    |                                                    |                                                    |                                                    |                                                    |  |  |  |  |  |  |  |  |  |  |  |  |  |  |  |  |  |  |  |  |  |  |  |  |  |  |  |  |  |  |  |  |  |  |  |  |  |  |  |  |  |  |
|                 |                 |                 |                 |                 |                 |  |  |                                                   |                                                   |                                                   |                                                   |                                                   |                                                   |  |  |                                                   |                                                   |                                                   |                                                   |                                                   |                                                   |  |  |                                            |                                            |                                            |                                            |                                            |                                            |  |  |                                                |                                                |                                                |                                                |                                                |                                                |  |  |                                                      |                                                      |                                                      |                                                      |                                                      |                                                      |  |  |                                                    |                                                    |                                                    |                                                    |                                                    |                                                    |  |  |  |  |  |  |  |  |  |  |  |  |  |  |  |  |  |  |  |  |  |  |  |  |  |  |  |  |  |  |  |  |  |  |  |  |  |  |  |  |  |  |
|                 |                 |                 |                 |                 |                 |  |  | Raoul Ier († 1196) cte Roucy x Melisende de Coucy | Raoul Ier († 1196) cte Roucy x Melisende de Coucy | Raoul Ier († 1196) cte Roucy x Melisende de Coucy | Raoul Ier († 1196) cte Roucy x Melisende de Coucy | Raoul Ier († 1196) cte Roucy x Melisende de Coucy | Raoul Ier († 1196) cte Roucy x Melisende de Coucy |  |  | Jean Ier († 1200) cte Roucy x Béatrice de Vignory | Jean Ier († 1200) cte Roucy x Béatrice de Vignory | Jean Ier († 1200) cte Roucy x Béatrice de Vignory | Jean Ier († 1200) cte Roucy x Béatrice de Vignory | Jean Ier († 1200) cte Roucy x Béatrice de Vignory | Jean Ier († 1200) cte Roucy x Béatrice de Vignory |  |  | Eustachie x Robert de Pierrepont cte Roucy | Eustachie x Robert de Pierrepont cte Roucy | Eustachie x Robert de Pierrepont cte Roucy | Eustachie x Robert de Pierrepont cte Roucy | Eustachie x Robert de Pierrepont cte Roucy | Eustachie x Robert de Pierrepont cte Roucy |  |  |                                                |                                                |                                                |                                                |                                                |                                                |  |  |                                                      |                                                      |                                                      |                                                      |                                                      |                                                      |  |  |                                                    |                                                    |                                                    |                                                    |                                                    |                                                    |  |  |  |  |  |  |  |  |  |  |  |  |  |  |  |  |  |  |  |  |  |  |  |  |  |  |  |  |  |  |  |  |  |  |  |  |  |  |  |  |  |  |